# Källsjön (Tännäs socken, Härjedalen)
Källsjön är en sjö i Härjedalens kommun i Härjedalen och ingår i Göta älvs huvudavrinningsområde. Sjön har en area på 0,504 kvadratkilometer och ligger 774,5 meter över havet. Källsjön ligger i Rogen Natura 2000-område.

## Delavrinningsområde
Källsjön ingår i det delavrinningsområde (692093-132550) som SMHI kallar för Utloppet av Källsjön. Medelhöjden är 806 meter över havet och ytan är 2,61 kvadratkilometer. Räknas de 6 avrinningsområdena uppströms in blir den ackumulerade arean 11,77 kvadratkilometer. Vattendraget som avvattnar avrinningsområdet har biflödesordning 2, vilket innebär att vattnet flödar genom totalt 2 vattendrag innan det når havet efter 722 kilometer. Avrinningsområdet består mestadels av skog (72 procent). Avrinningsområdet har 0,51 kvadratkilometer vattenytor vilket ger det en sjöprocent på 19,3 procent.